# Maximilian Skiba
Maximilian Skiba (* 24. Dezember 1922 in Hamburg; † 19. November 2019) war 1. Vorsitzender des Landesverbandes Nord des Bundes der Kriegsblinden Deutschlands e.V. (BKD) und Träger des Verdienstkreuzes am Bande des Verdienstordens der Bundesrepublik Deutschland.

## Biografie
Während des Zweiten Weltkrieges, im Alter von 19 Jahren, verlor Maximilian Skiba als Soldat vor Leningrad durch einen Querschuss sein Augenlicht. Die Erstversorgung nach der Verwundung erfolgte im Luftwaffenlazarett Pleskau. Von dort kam Maximilian Skiba nach Ostpreußen, Troppau im Sudetenland, Berlin, wieder Troppau und im Mai 1945 schließlich zurück in seine Geburtsstadt Hamburg. In der Hansestadt wurde Maximilian Skiba in der Wandsbeker Douaumont-Kaserne medizinisch versorgt. Die Kaserne war ein Sammelplatz für die Kriegsblinden aus Norddeutschland.
Skiba war Mitglied des Hamburger SV und hatte als Fußballer einige Spiele in der Gauliga mitgemacht.

### Ehrenamtliche Tätigkeit
Maximilian Skiba, der während seines Aufenthaltes in Berlin am Mohr’schen Konservatorium bis zu dessen Zerstörung durch Bombenangriffe im Jahr 1943 eine Ausbildung zum Organisten absolviert hatte, organisierte in der Douaumont-Kaserne die künstlerische Betreuung der Soldaten.
Darüber hinaus war er in Hamburg als Lehrer für Brailleschrift im sogenannten Berner Schloss tätig.
1954 gründete Maximilian Skiba eine Kriegsblinden-Rudermannschaft, welche 25 Jahre lang bestand. Wegen der dunklen Brillen ihrer Mitglieder erhielt diese den Beinamen Zarah-Leander-Vierer; die Künstlerin Zarah Leander zeichnete eine Vorliebe für dunkle Brillen aus.
Von 1971 bis zum Jahr 2012 gehörte er der Jury an, die den Hörspielpreis der Kriegsblinden vergibt.
Maximilian Skiba zählte nach dem Ende des Zweiten Weltkrieges in Hamburg zu den Gründungsmitgliedern des Bundes der Kriegsblinden. Die Kriegsblinden organisierten sich getrennt von den Zivilblinden, um gemeinsam ihre Versorgungsansprüche gegenüber staatlichen Organen geltend zu machen. Im Verlauf seiner Tätigkeit für den Bund der Kriegsblinden entwickelte er sich zu einem Kenner des Sozialrechts. Er war auch Vorsitzender des Selbsthilfevereins der hamburgischen Kriegsblinden.
Mehr als zwei Jahrzehnte lang war Maximilian Skiba Ehrenamtlicher Richter am Hamburger Landessozialgericht.

### Berufliche Tätigkeit
Beruflich war Maximilian Skiba, der vor seiner Verwundung eine kaufmännische Ausbildung abgeschlossen hatte, als Lehrlingsausbilder beim Deutschen Ring tätig.
Er hatte das Amt des Schwerbehindertenvertreters inne und gehörte zwölf Jahre lang als Arbeitnehmervertreter dem Aufsichtsrat an.

## Auszeichnungen
Im Jahr 2012 wurde Maximilian Skiba für sein über 60-jähriges Engagement im Bund der Kriegsblinden Deutschlands e.V. (BKD) mit dem Verdienstkreuz am Bande geehrt. Seine Ehefrau, Birgitta Skiba, erhielt die Verdienstmedaille.

## Nachlass
Der gegenwärtig (Stand: Dezember 2024) im Medizinhistorischen Museum Hamburg untergebrachte Nachlass von Maximilian Skiba wird im Jahr 2025 dem Landesarchiv Schleswig-Holstein übergeben werden.